# Józef Weisbach
Józef Karol Weisbach, także Wejsbach (ur. 8 października 1899 w Nisku, zm. 28 kwietnia 1971 w Chicago) – major piechoty Wojska Polskiego, podpułkownik Polskich Sił Zbrojnych.

## Życiorys
Urodził się 8 października 1899 w Nisku na obszarze Małopolski Wschodniej. W 1914 ukończył chlubnie IV klasę w C. K. Gimnazjum w Dębicy. U kresu I wojny światowej został przyjęty do Wojska Polskiego, w listopadzie 1918 brał udział zarówno w walkach o Przemyśl i w obronie Lwowa podczas wojny polsko-ukraińskiej. Później uczestniczył w wojnie polsko-bolszewickiej 1920. Został awansowany na stopień porucznika piechoty ze starszeństwem z dniem 1 marca 1922. W latach 20. był oficerem 4 pułku piechoty Legionów w Kielcach. W tym czasie w 1923 jako oficer nadetatowy był przydzielony do sztabu 2 Dywizji Piechoty Legionów także w Kielcach. W 1928 był przydzielony z kieleckiego pułku „czwartaków” do Korpusu Ochrony Pogranicza. Przez kilka lat służył w batalionie KOP „Ostróg” w Ostrogu, w ramach którego do 27 listopada 1928 był dowódcą 1 kompanii granicznej KOP „Kurhany” . Następnie został awansowany na stopień kapitana piechoty ze starszeństwem z dniem 1 stycznia 1932. W 1932 był oficerem 17 pułku piechoty w Rzeszowie. W 1938 został szefem Wydziału Szkolenia Komendy Naczelnej Legii Akademickiej w Państwowym Urzędzie Wychowania Fizycznego i Przysposobienia Wojskowego i pozostawał na tym stanowisku co najmniej do marca 1939. Na stopień majora został mianowany ze starszeństwem z 19 marca 1939 i 71. lokatą w korpusie oficerów piechoty. 
Po wybuchu II wojny światowej w okresie kampanii wrześniowej 1939 był dowódcą I batalionu macierzystego 17 pułku piechoty. Został ranny i wzięty do niewoli przez Niemców, po czym do 1945 był osadzony w Oflagu VII A Murnau. Po uwolnieniu w 1945 pełnił stanowisko kierownika Referatu Kulturalno-Oświatowego w Polskim Ośrodku Wojskowym w Langwasser k. Norymbergi. Później był oficerem 2 Korpusu Polskiego, stacjonującego we Włoszech. Po wojnie został awansowany na stopień podpułkownika.
Od 1949 przebywał na emigracji w Stanach Zjednoczonych. Działał w środowisku kombatanckim oraz w redakcji czasopisma „Ameryka-Echo”. Był członkiem Instytutu Piłsudskiego w Ameryce (należała do niego także Jadwiga Weisbach). Zajmował się pisarstwem. W ostatnich latach życia przygotował cztery gotowe do druku maszynopisy. Dwa z nich dotyczyły osoby Józefa Piłsudskiego, w tym ostatnie dzieło było obszernym zapisem relacji i ocen o Marszałku. Działał w Kole Lwowian w Chicago. Zmarł 28 kwietnia 1971 w Chicago.

## Ordery i odznaczenia
- Krzyż Walecznych (przed 1923)
- Medal Niepodległości (2 sierpnia 1931)[22]
- Srebrny Krzyż Zasługi (5 kwietnia 1928)[23]

## Twórczość
- Polski Ośrodek Wojskowy Langwasser koło Norymbergi: czerwiec 1945 – luty 1946 r. (1966)[2][24]
- Józef Piłsudski jakim był naprawdę (1967)[2]
- Legie Akademickie w niepodległej Polsce (1968)[2]
- Józef Piłsudski w relacjach i ocenach (1970)[2]